# Krzysztof Mączyński
Krzysztof Mączyński [křyštof mončiňski] (* 23. května 1987 Krakov) je bývalý polský fotbalový záložník. Mimo Polsko působil na klubové úrovni v Číně.

## Klubová kariéra
- Wisła Kraków (mládež)
- Wisła Kraków 2006–2011
- →  ŁKS Łódź 2009 (hostování)
- →  ŁKS Łódź 2010–2011 (hostování)
- Górnik Zabrze 2011–2014
- Guizhou Renhe FC 2014–2015
- Wisła Kraków 2015–2017
- Legia Warszawa 2017–2018
- Śląsk Wrocław 2019–2023

## Reprezentační kariéra
V polském národním A-mužstvu debutoval 15. 11. 2013 v přátelském utkání ve Wrocławi proti týmu Slovenska (porážka 0:2).
S polskou reprezentací slavil na podzim 2015 postup na EURO 2016 ve Francii. Trenér Adam Nawałka jej zařadil do závěrečné 23členné nominace na evropský šampionát.